# 태하항
태하항은 경상북도 울릉군 서면 태하리에 있는 어항이다. 1973년 10월 16일 지방어항으로 지정하여 관리하고 있다. 시설관리자는 울릉군수이다.

## 일반 현황
- 태하항은 울릉도 서부에 위치하며, 울릉군 개척 당시 제일 먼저 사람의 발길이 닿은 동남동녀의 전설이 서린 곳이기도 하다. 천혜의 절경을 자랑하는 대풍감, 만물상, 기타 천연기념물이 있어서 관광객이 많이 내방하고 낚시터로도 유명하다.

## 어항구역
본 항의 어항구역은 다음과 같다.
- 수역: 방파제 두부 암초에서 정서로 200m 지점과 북쪽 태하동산 99-1번지 돌출부 암과 연결하는 선내수역

## 항해 정보
- 부근 해역에서 가장 좋은 목표물은 울릉도등대 171m이다. 항내 수심 1~5m, 저질은 모래와 자갈로 되어 있고 어선이 접안할 수 있지만 항이 서쪽으로 열려있어 이 방향의 바람이 불어올 때에는 가까운 현포항으로 피항하여야 안전하다.

## 어항 시설
- 물양장 130m, 방파호안 50m, 방파제 115m, 방사제 40m, 도류제 35m가 설치되어 있다. 급유는 면세유류(저동에서 공급)가 있고, 급수는 자체 조달, 선박 수리는 저동의 조선소를 이용하며, 유류탱크 옆에 폐유수거함이 있고 울릉수협(저동)에서 수거한다.

## 교통 정보
- 저동에서 섬목 간에 926번 지방도가 해안을 따라 연결되고 버스가 왕복하여 운행한다.

## 주요 어종
- 오징어, 꽁치, 전복, 해삼, 소라, 미역